# Вільна Дружина
Вільна Дружина — селище в Україні, у Чулаківській сільській громаді Скадовського району Херсонської області. Населення становить 49 осіб.

## Історія
Згідно з переписом УРСР 1989 року чисельність наявного населення селища становила 52 особи, з яких 26 чоловіків та 26 жінок.
За переписом населення України 2001 року в селищі мешкало 49 осіб.
24 лютого 2022 року село тимчасово окуповане російськими військами під час російсько-української війни.

### Мова
Розподіл населення за рідною мовою за даними перепису 2001 року:
| Мова       | Відсоток |
| ---------- | -------- |
| українська | 93,88 %  |
| російська  | 6,12 %   |